# Bercu (okręg Hunedoara)
Bercu – wieś w Rumunii, w okręgu Hunedoara, w gminie Bretea Română. W 2011 roku liczyła 11 mieszkańców.